# La fiamma
La fiamma P 175 è un'opera di Ottorino Respighi su libretto di Claudio Guastalla. 
La prima rappresentazione si tenne con successo il 23 gennaio 1934 al Teatro dell'Opera di Roma.
Quest'opera, rispetto ai lavori precedenti di Respighi, segna un ritorno ai «confini tradizionali del melodramma italiano, con assoluto dominio del canto e con l'orchestra in funzione complementare».. In essa hanno molta importanza le parti corali e gli interventi del clero, «che assumono carattere arcaico».
Il giudizio sull'opera resta diviso. Alcune posizioni ne accusano soprattutto la poca uniformità del linguaggio musicale; altre che ne esaltano la forza drammatica tanto da metterla fra i vertici del teatro musicale novecentesco.

## Cast della prima rappresentazione
| Personaggio | Interprete (Direttore: Ottorino Respighi) |
| ----------- | ----------------------------------------- |
| Eudossia    | Aurora Buades d'Alessio                   |
| Basilio     | Carlo Tagliabue                           |
| Donello     | Angelo Minghetti                          |
| Silvana     | Giuseppina Cobelli                        |
| Agnese      | Angelica Cravcenco                        |
| Monica      | Laura Pasini                              |
| Agata       | Matilde Arbuffo                           |
| Lucilla     | Giuseppina Sani                           |
| Sabina      | Giorgina Tremari                          |
| Zoe         | Maria Mariani                             |
| Il vescovo  | Pierantonio Prodi                         |
| L'esorcista | Augusto Romani                            |

La regia era di Alessandro Sanine, la scenografia di Nicola Benois.

## Trama
La trama si basa sulla vicenda di Anne Pedersdotter, una donna norvegese che fu accusata di stregoneria e bruciata sul rogo nel 1590, soggetto di un dramma di Hans Wiers-Jenssen, ma l'ambientazione è trasposta nella Ravenna bizantina.

### Atto I
La giovane Silvana è infelicemente sposata con l'esarca Basilio, un matrimonio inviso alla madre dell'uomo, Eudossia. Quest'ultima esercita un'opprimente autorità nella dimora, e non perde occasione per mostrare la propria durezza nei confronti di Silvana. In un primo intervento la protagonista esprime "l'aspro tormento" per la sua giovinezza costretta fra le mura. Successivamente un'anziana donna in fuga dagli inquisitori, Agnese, cerca riparo nella dimora dell'esarca chiedendo riparo a Silvana. Agnese rivela di essere ricercata come strega, e fa appello all'antica amicizia che la legava alla madre di Silvana, che l'anziana donna indica come strega. Dopo le prime reticenze Silvana acconsente. Nel frattempo il figlio di prime nozze di Basilio, il giovane Donello, torna dopo un lungo viaggio e incontra la sua matrigna per la prima volta. I due scoprono con meraviglia di essersi già conosciuti da fanciulli. Nel frattempo la turba alla ricerca d'Agnese irrompe nella scena. Dopo aver acconsentito a far perlustrare la casa, la strega viene scoperta fra lancinanti grida. Agnese chiede di essere salvata ad Eudossia e Silvana, ma sentendosi abbandonata maledice la giovane donna profetizzando per lei la "stessa sua sorte": il rogo. 

### Atto II
In una prima parte Donello mostra di corteggiare una delle ancelle della dimora di Basilio, Monica. Successivamente Silvana, lasciando presagire un interesse nei confronti del figliastro, cerca di dissuadere Monica dalle false lusinghe del giovane Donello. Fa il suo primo ingresso in scena Basilio, che viene informato del rogo di Agnese e delle sue grida sul rogo. In quegli ultimi attimi di vita la strega aveva urlato che la madre di Silvana aveva legato a sé l'esarca con l'uso delle arti magiche. Basilio e Silvana restano soli, e su insistenza di lei Basilio svela come sarebbe iniziato il loro amore. Confessa che le prime nozze furono senza gioia. E che, tratto con arti magiche nella casa della madre di Silvana, conobbe alla vista della giovane ragazza l'amore per la prima volta. Basilio, dunque, ammette di aver salvato dal rogo la madre di Silvana, "dalla pena giusta", per aver ceduto alle lusinghe dei piaceri terreni. Basilio, dunque, chiede perdono a Dio per la propria debolezza. Ma Silvana sembra più colpita dalla certezza di essere figlia di una strega e di poter evocare poteri sovrannaturali: "forse la fiamma che sì fiera avvampa entro di me, forse è il materno sangue". Rimasta sola nel buio della stanza tenta di invocare il nome di Donello davanti alla fiamma di un candelabro. Durante la sperimentazione di questo rito, l'uomo la sorprende alle spalle e fra i due scoppia una irrefrenabile passione. 

### Atto III
In uno struggente duetto d'amore, Donello e Silvana vivono una passione fatale che però si scontra con i rimorsi di Donello nei confronti di questa relazione clandestina. Eudossia irrompe nella scena ed esorta Donello a stare vicino a suo padre, la cui salute sta peggiorando e che merita tutto l'amore del figlio. Basilio, visibilmente fiaccato, impone al figlio la partenza per Bisanzio, in quanto la basilissa Irene lo reclama. Silvana guizza colpita e sospetta una trama di Eudossia per allontanare Donello da lei. Il giovane, contrariato, obbedisce e lascia la stanza. Silvana, sola con Basilio, prega il marito di trattenere il figlio a Ravenna; ma l'uomo resta inflessibile. In quel momento Silvana, sempre remissiva con Basilio, dà sfogo alla sua ira, accusando l'uomo di averle tolto tutto: la giovinezza, la libertà. E ora anche... il vero amore. Silvana confessa di aver amato Donello e di aver tante volte desiderato la morte del marito. Colpito dalle parole di Silvana, Basilio crolla e giace morto sul pavimento. Silvana dunque ricorda le parole su sua madre, la quale avrebbe potuto uccidere col solo pensiero. E, sgomenta, chiede aiuto. Eudossia, vedendo la scena, col figlio morto ai piedi, accusa Silvana di averlo ucciso con l'aiuto del Demonio. 
La scena si sposta nella basilica di San Vitale, dove la fede dei cristiani viene esaltata con grandioso coro sacro. Qui avviene il processo che potrebbe portare al rogo Silvana, obbligata a discolparsi dalle accuse mosse da Eudossia. 
Silvana nega l'accusa di stregoneria e dice di avere agito solo per amore. Donello cerca di attribuirsi ogni colpa e Silvana sta per essere assolta, col favore del coro dei presenti. Ma Eudossia, ricordando le accuse di Agnese dal rogo, che invocava il nome di Silvana, giura che la giovane donna è una strega e che ha ucciso suo figlio. Donello, preso dal rimorso per il torto compiuto al padre, non è più certo dell'innocenza di Silvana e le chiede di giurare sulla croce: "Dì che non è vero!". Consapevole di aver persa anche la fiducia dell'amato, Silvana perde la forza di difendersi e confessa, firmando una condanna a morte che ha lo stesso valore di un suicidio.

## Accoglienza critica

### Le prime reazioni
All'indomani della prima rappresentazione, che avvenne il 23 gennaio del 1934, il tono generale della critica musicale italiana fu positivo.
Fra i sostenitori più entusiasti non mancò il musicologo Alceo Toni, cofirmatario del manifesto sulla crisi dell'opera italiana insieme allo stesso Respighi, Riccardo Zandonai, Ildebrando Pizzetti: «Con La Fiamma, Ottorino Respighi ha scritto il suo capolavoro melodrammatico: un'opera che per più di un segno ha vive rispondenze nella sensibilità del nostro tempo. [...] Che il destino artistico di Ottorino Respighi dovesse essere necessariamente melodrammatico nessuno oserebbe affermarlo. Del pari, per converso, si potrebbe dire che fosse negato al melodramma», ma «quando la tecnica sale alle altezze della raffinatezza espressiva a cui il Respighi la spinge, certamente entra nei cieli della poesia». 
Gaetano Cesari, illustre critico musicale del Corriere della Sera, spesso severo con i lavori del compositore bolognese, ebbe a dire: «Se per certi particolari di pura forma, questo lavoro di Respighi segna un'orientazione chiara e semplice verso il principio melodrammatico, la concezione sua della visione e della rappresentazione drammatica sembra tal cosa da meritare il plauso al quale fu calorosamente trascinato il pubblico romano. [...] L'antico melodramma riappare sotto la specie del 'basso ostinato' a servizio di una situazione drammatica e poetica quale nessun compositore o librettista secentesco o settecentesco avrebbe potuto tradurre in fatto d'arte. Il germe ha dato buoni frutti, ma questi sono respighiani».
Fra i meno entusiasti commentatori dell'epoca fu Luigi Colacicchi, sul Popolo di Roma: «In conclusione La Fiamma non aggiunge nulla alla produzione respighiana e non dice alcuna parola nuova nel travagliato campo dell'opera. [...] Essa può raggiungere tuttavia una certa cifra di valore decorativo con la somma delle sue parti più riuscite, e riuscite per esclusivi meriti musicali».
Anche Giovanni Papini, intellettuale di spicco, si congratulò con il compositore in una lettera privata: «Caro Respighi, permetta anche a me, suo vecchio e fedele amico e ammiratore, di rallegrarmi per il trionfo della sua Fiamma. La musica italiana non è ancora tutta ridotta, come alcuni vorrebbero, a giocolamenti sonori!». 

### Dopo la ripresa del 1997 al Teatro dell'Opera di Roma
Dal secondo dopoguerra in poi, le fortune dell'opera iniziano mutare, fino a diventare un titolo raramente rappresentato. La ripresa a Roma nel 1997 suscitò non poche perplessità per il gusto dannunziano del libretto e per un male accolto linguaggio polistilistico, che unisce elementi del gregoriano, bizantinismi a momenti di ispirazione pucciniana e wagneriana. In seguito alla rappresentazione all'Opera di Roma diretta da Gianluigi Gelmetti, ad esempio, Michelangelo Zurletti denunciò, su Repubblica, la scarsa unità stilistica del lavoro: «Wagner da una parte, l'antiquariato bizantino dall'altra, Monteverdi da un'altra ancora aiutano l'autore a scrivere una partitura ora spessa ora trasparente, ma sempre piena di colori. E sono proprio i momenti in cui Respighi rifà suoi autori prediletti a riuscire gradevoli. Certo non garantiscono una tenuta unitaria: l'ultimo quadro, senza Wagner, senza Monteverdi e col canto bizantino risolto in orgia collettiva è così vuoto di idee musicali da riuscire noioso»; in conclusione il critico prese comunque atto di un «successo strepitoso con ovazioni per tutti».
Lo stesso direttore Gelmetti, in un'intervista inclusa nel booklet dell'edizione in cd della rappresentazione romana, rispose ai dubbi sulle molteplicità di stili riscontrabili nella Fiamma: «Respighi usa ciò che gli può servire in determinati tipi d'atmosfere, e in questo utilizzo dimostra tutta la sua poco riconosciuta genialità. Ed attenzione, che quando dico "usa", non significa assolutamente che egli pedissequamente copi o riutilizzi con cinismo, ma il fatto che faccia emergere quell'incommensurabile patrimonio, da lui ritenuto in quel momento acquisito [...] sono atmosfere stupende che Respighi riesce a evocare in modo del tutto originale [...] non è dunque un ritorno al passato, e nemmeno una sua attualizzazione. E' il concretizzarsi di una sapienza musicare rara».

### La critica attuale
Nel 2015 il celebre critico musicale Paolo Isotta ha pubblicato un'analisi che apre a una decisa rivalutazione de La Fiamma:  
La Fiamma è un'unione unica di forza drammatica ed erudizione, di modernità di linguaggio e desiderio di rievocare le forme storiche del teatro musicale: e va posta fra i capolavori del teatro musicale del Novecento.
Anche lo storico della musica Piero Mioli, nel manuale "L'opera italiana del Novecento" (2018), ritiene riduttiva la lettura dell'opera come un mero esercizio di restaurazione di stili antimoderni: «... Assurdo misconoscere il valore della partitura sul pregiudizio della determinazione e della contingenza - anche se il manifesto esaltante la tradizione era d'ispirazione fascista e Mussolini stesso assistette soddisfatto alla prima». Secondo Mioli, La Fiamma è «il capolavoro operistico» del compositore e rappresenta «un altro, forse un ultimo passo» nel «Decadentismo operistico europeo», dopo la Donna senz'ombra di Richard Strauss.

## Organico orchestrale
Ottavino, 2 flauti, 2 oboi, corno inglese, 2 clarinetti, clarinetto basso, 2 fagotti, controfagotto, 4 corni, 3 trombe, 3 tromboni, basso tuba, timpani, grancassa, tam-tam, arpa, archi

## Discografia
- 1955 - Lucia Danieli (Eudossia), Carlo Tagliabue (Basilio), Giacinto Prandelli (Donello), Mara Coleva (Silvana), Maria Teresa Mandalari (Agnese) - Orchestra e Coro della RAI di Milano - Direttore Francesco Molinari-Pradelli - (G.O.P.)[13]
- 1985 - Klára Takács (Eudossia), Sándor Sólyom-Nagy (Basilio), Péter Kelen (Donello), Ilona Tokody (Silvana), Tamara Takács (Agnese) - Orchestra di Stato ungherese e Coro della Radiotelevisione ungherese - Direttore Lamberto Gardelli - Hungaroton SLPD 12591-93 (3 LP, 1985), HCD 12591-93 (3 CD, 1995)[14][15]
- 1997 - Mariana Pentcheva (Eudossia), David Pittman-Jennings (Basilio), Gabriel Sadè (Donello), Nelly Miricioiu (Silvana), Cinzia de Mola (Agnese) - Orchestra e Coro del Teatro dell'Opera di Roma - Direttore Gianluigi Gelmetti - (Agorà. Registrazione dal vivo, dicembre 1997)[16]